# Huayllabamba (Urubamba)
O distrito peruano de Huayllabamba  é um dos 7 distritos da Província de Urubamba, situase no Departamento de Cusco, perteneciente a Departamento de Cusco, Peru.

## Transporte
O distrito de Huayllabamba é servido pela seguinte rodovia:
- PE-28F, que liga o distrito de Cachimayo à cidade de Urubamba
- PE-28B, que liga o distrito de Lucre (Cusco) à cidade de Ayna (Ayacucho) [1][2][3]